# Хорове училище імені Михайла Глінки
Хорове училище імені М. І. Глінки (рос. Хоровое училище имени М. И. Глинки) при Державній академічній капелі Санкт-Петербурга — найстаріший професійний музичний навчальний заклад.

## Історія
Історичними витоками училища вважається Хор государевих півчих дяків, що існував з XV століття в Москві, а в 1703 був переведений у Санкт-Петербург і згодом перейменований на Придворну співочу капелу. Спочатку малолітні півчі займалися лише співом, але з початку XIX століття неодноразово робилися спроби налагодити для них регулярне навчання.
У XIX ст. при Капелі відкриті регентські (диригентські) та інструментальні класи, в 1946 стали хорове училище. У числі керівників та педагогів Капели до початку XX ст.:  Д. Бортнянський,  А. Львов,  М. Глінка,  Г. Ломакін,  С. Смирнов,  М. Балакірєв, М. Римський-Корсаков,  А. Лядов,  А. Аренський,  С. Смоленський.
У 1920 до хору Капели, що спочатку складався з чоловіків і хлопчиків, введені жіночі голоси, і у наступні роки до Хорового училища приймали дівчаток. У 1944 частина евакуйованих на час блокади Ленінграда вихованців Капели переїхала до Москви, де на їх основі створено Московське хорове училище (нині Академія хорового мистецтва імені А. В. Свєшнікова).
У 1954 Капелі і хорове училище присвоєно ім'я Глінки. З 1955 Училище і його хор хлопчиків є самостійною організацією.